# D'Alembert (månekrater)
D'Alembert er et stort nedslagskrater på Månen. Det befinder sig på den nordlige halvkugle på Månens bagside og er opkaldt efter den franske matematiker og fysiker Jean d'Alembert (1717 – 1783).
Navnet blev officielt tildelt af den Internationale Astronomiske Union (IAU) i 1970. 

## Omgivelser
D'Alembertkrateret ligger nordøst for den bjergomgivne slette Campbell, der er en noget mindre formation. Tværs over den sydvestlige rand af D'Alembert liger Slipherkrateret. Nord for ligger Yamamotokrateret, og mod syd-sydvest ligger Langevinkrateret. Det sidstnævnte har samme diameter som Claviuskrateret på Månens forside, hvilket gør det til en af de største sådanne formationer på Månen. 

## Karakteristika
Som det er tilfældet med mange bjergomgivne sletter af tilsvarende dimensioner, er dette kraters ydre rand nedslidt og ramt af senere nedslag. Udover Slipherkrateret er det mest fremtrædende af disse kratere "D'Alembert Z", som trænger ind i den nordlige rand. Ligeledes er der et lille krater i den nordvestlige indre kratervæg, som har en bred kløft i sin østlige side, og et mindre krater langs den sydøstlige indre væg. Hvor eroderet randen end er, kan dens form stadig tydeligt ses som en nogenlunde cirkulær højderygslinje i månelandskabet.
D'Alemberts kraterbund er forholdsvis jævn, i det mindste i sammenligning med det meget ujævne terræn, som omgiver kraterranden. Det er mærket af et antal små nedslagskratere, hvoraf de største er "D'Alembert G" og "D'Alembert E" langs den østlige rand. Mod sydvest er bunden mere irregulær på grund af den ydre vold og udkastninger fra Slipherkrateret. Et par ikke så dybe kløfter i bundens overflade stråler væk fra dette krater, begyndende nær D'Alemberts midtpunkt og sluttende halvvejs ude mod den indre kratervæg.

## Satellitkratere
De kratere, som kaldes satellitter, er små kratere beliggende i eller nær hovedkrateret. Deres dannelse er sædvanligvis sket uafhængigt af dette, men de får samme navn som hovedkrateret med tilføjelse af et stort bogstav. På kort over Månen er det en konvention at identificere dem ved at placere dette bogstav på den side af satellitkraterets midte, som ligger nærmest hovedkrateret. D'Alembertkrateret har følgende satellitkratere:
| D'Alembert | Længde  | Bredde   | Diameter |
| ---------- | ------- | -------- | -------- |
| E          | 52,8° N | 168,2° Ø | 22 km    |
| G          | 50,9° N | 167,5° Ø | 18 km    |
| J          | 47,5° N | 170,4° Ø | 20 km    |
| Z          | 55,4° N | 165,6° Ø | 44 km    |

## Måneatlas
- Billeder af D'Alembertkrateret i LPI-måneatlasset